# Herzogtum des heiligen Sava
Das Herzogtum des heiligen Sava (lateinisch Ducatus Sancti Sabae, serbokroatisch војводство Светог Саве vojvodstvo Svetog Save) war ein spätmittelalterlicher Kleinstaat, der während der osmanischen Eroberung des Balkans bestand. Er wurde von Stjepan Vukčić und seinem Sohn Vladislav aus der Adelsfamilie Kosača regiert und umfasste Teile des heutigen Bosnien und Herzegowina, Kroatiens, Montenegros und Serbiens.